# Jordan Galland

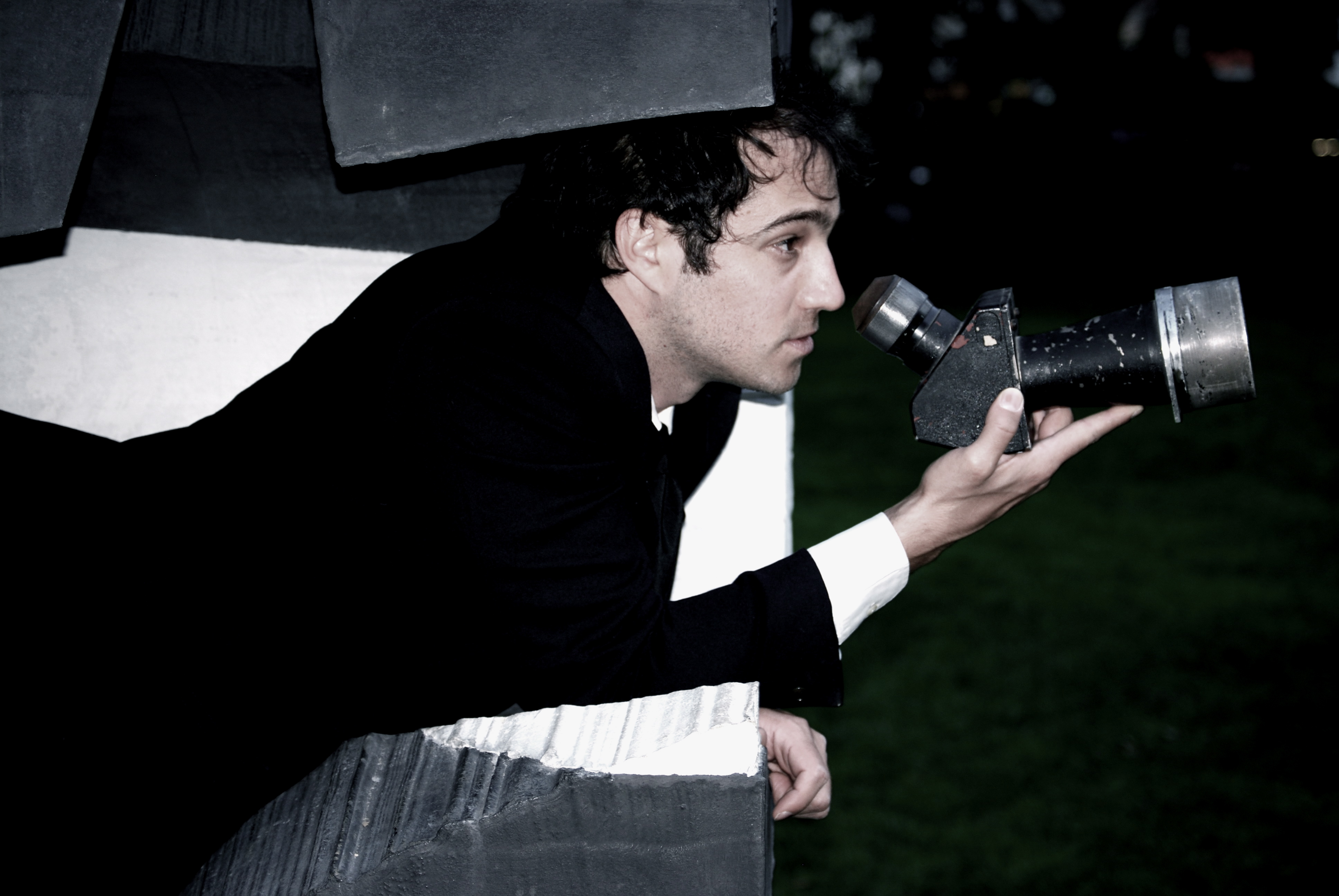
Jordan Galland rodando

Jordan Galland  es un cineasta, escritor y músico estadounidense que lleva viviendo en la ciudad de Nueva York desde que tenía cinco años.
Después de una colaboración con Sean Lennon. en 2005, en el álbum "The Secret Show" en el álbum "Friendly Fire" en 2005.
El sencillo "The Secret Show" de Dopo Yume debutó en el episodio The Day After Tomorrow The O.C).

## Colaboraciones
Su canción estaba en la película 21: Blackjack (Tropical Moonlight-Domino).
Jordan Galland dirige Rosencrantz and Guildenstern Are Undead, una comedia de vampiros que protagonizan Ralph Macchio, Devon Aoki y Jeremy Sisto. Sean Lennon, será el encargado de ponerle música.

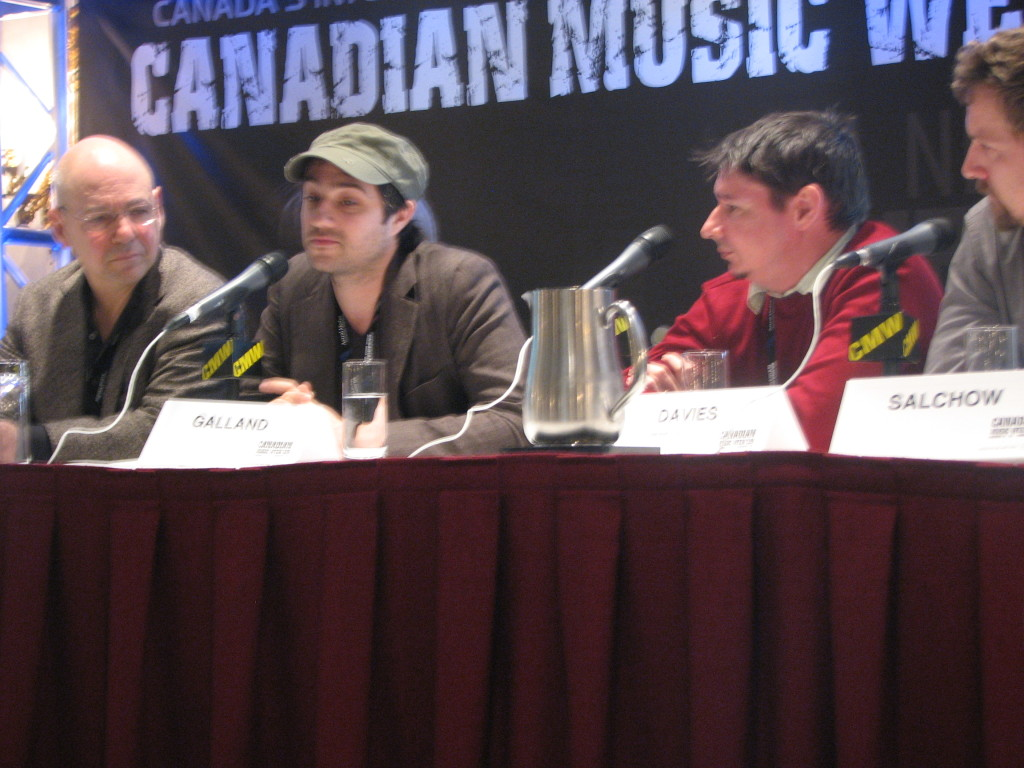
Jordan Galland en una mesa redonda de la Canadian Music Week, marzo de 2009.

## Filmografía
| Año  | Título                                  | Notas                                                             |
| 2005 | Green Umbrella                          | Guionista/actor                                                   |
| 2007 | Rosencrantz and Guildenstern are undead | Productor ejecutivo                                               |
| 2008 | Coin Locker Babies                      | Guionista                                                         |
| 2008 | 21: Blackjack                           | canción en la banda sonora del grupo Domino, "Tropical Moonlight" |